# Mike Roberson
Mike Roberson (* 25. März 1956) ist ein ehemaliger US-amerikanischer Sprinter.
1979 siegte er in der 4-mal-100-Meter-Staffel bei den Panamerikanischen Spielen in San Juan und wurde Zweiter beim Leichtathletik-Weltcup in Montreal. Bei der Universiade triumphierte er über 100 m.
1980 wurde er für die Florida State University startend NCAA-Meister über 200 m.

## Persönliche Bestzeiten
- 100 m: 10,07 s, 8. September 1979, Mexiko-Stadt
- 200 m: 20,52 s, 26. April 1981, Walnut